# Dolly Parton
Dolly Rebecca Parton (Sevierville, Tennessee, Estats Units, 19 de gener de 1946) és una cantant, compositora i actriu estatunidenca. És considerada una de les narradores amb més talent dins de l'estil country, amb moltes de les seves cançons basades en personatges i fets de la seva infantesa. Ha escrit més de 3.000 temes musicals i ha venut més de 100 milions de discos, fet que la converteix en un dels artistes que ha venut més discos en tota la història. Per les seves composicions, el seu nom es troba al Saló de la Fama de Compositors de Nashville i al Saló de la Fama dels Compositors. També és coneguda per nens i adolescents per ser la padrina de la cantant Miley Cyrus.
Després d’haver aconseguit l’èxit com a compositora d'altres cantants, Parton va debutar a l’àlbum el 1967 amb Hello, I'm Dolly, cosa que va portar a l’èxit durant la resta de la dècada de 1960 (tant com a artista solista com amb una sèrie d’àlbums a duet amb Porter Wagoner, de 1967 a 1974), abans que el seu màxim de vendes i gràfics arribés durant la dècada de 1970 i continués fins als anys vuitanta.
D'aquesta època són les seves cançons més populars, com Jolene i Coat of Many Colors. L'any 1980 va debutar com a actriu a la pel·lícula 9 to 5, i va ser nominada al Globus d'Or com a nova estrella de l'any i millor actriu de comèdia musical. També va escriure el tema musical que dona nom a la pel·lícula i pel que fou nominada al Premi Oscar i al Globus d'Or.
L'any 1987 va gravar amb Emmylou Harris i Linda Ronstadt el disc Trio II, del que se n'han venut més d'un milió de còpies i fou nominat al Grammy al millor àlbum de country.
Durant la dècada del 1990 els seus discos va deixar d'aparèixer als primers llocs de les llistes d'èxits, però el 1992 Whitney Houston va convertir la seva cançó I Will Always Love You en un dels discos senzills més venuts de la història. L'any 1998 va signar un contracte amb la discogràfica Sugar Hill Records, amb qui va llançar una sèrie de discos de bluegrass que van rebre molt bones crítiques, com Little Sparrow (2001) i Halos & Horns (2002). El 2005 va participar en la banda sonora de la pel·lícula Transamerica, escrivint i interpretant el tema Travelin' Trhu. Per aquest treball va ser nominada per segona vegada al Premi Oscar. L'any 2009 es va estrenar a Broadway el musical 9 to 5:The Musical amb cançons escrites per Dolly Parton, i per la que fou nominada al premi Tony.
Ha tingut 25 cançons que han arribat al núm. 1 a les llistes de música country Billboard.
També forma part d'un grup selecte que ha rebut almenys una nominació dels premis Oscar, premis Grammy, premis Tony i premis Emmy. Com a actriu, ha participat en pel·lícules com 9 to 5 (1980) i The Best Little Whorehouse in Texas (1982), per les quals va obtenir nominacions als Globus d’Or a la millor actriu musical, així com Rhinestone (1984), Steel Magnolias (1989), Straight Talk (1992) i Joyful Noise (2012).

## Primers anys de vida i carrera
Dolly Rebecca Parton va néixer el 19 de gener de 1946 a l'habitació d'una cabana a la vora del riu Little Pigeon a Pittman Center, Tennessee. És la quarta dels 12 fills nascuts d'Avie Lee Caroline (de soltera Owens; 1923–2003) i Robert Lee Parton Sr. (1921–2000). El segon nom de Parton prové de la seva besàvia materna Rebecca (de soltera Dunn) Whitted. El pare de Parton, conegut com a Lee, va treballar a les muntanyes de l'est de Tennessee, primer com a masover i després tenint la seva pròpia petita granja de tabac. També va treballar en la construcció per complementar els petits ingressos de la granja. Malgrat l'analfabetisme del seu pare, Parton ha comentat sovint que era una de les persones més intel·ligents que mai ha conegut pel que fa als negocis i als beneficis.
La mare de Parton tenia cura de la seva família nombrosa. Els seus 11 embarassos (el desè són bessons) en 20 anys la van convertir en mare de 12 fills als 35 anys. Parton atribueix les seves habilitats musicals a la influència de la seva mare; sovint amb mala salut, encara va aconseguir mantenir la casa i entretenir els seus fills amb el folklore de la Smoky Mountain i les balades antigues. Tenint avantpassats gal·lesos, Avie Lee coneixia moltes balades antigues que els immigrants de les illes britàniques van portar al sud dels Apalatxes als segles XVIII i XIX. El pare d'Avie Lee, Jake Owens, era un predicador pentecostal, i Parton i els seus germans assistien a l'església amb regularitat. Parton atribueix al seu pare el seu coneixement de negocis i a la família de la seva mare per les seves habilitats musicals. Quan Parton era una nena, la seva família es va traslladar de la zona del Pittman Center a una granja a la propera Locust Ridge. La majoria dels seus records estimats de joventut van passar allà. Avui, hi ha una rèplica de la cabana de Locust Ridge al parc temàtic homònim de Parton, Dollywood. La superfície agrícola i els boscos circumdants la van inspirar a escriure la cançó My Tennessee Mountain Home als anys setanta. Anys després de la venda de la granja, Parton la va tornar a comprar a finals de la dècada del 1980. El seu germà Bobby va ajudar amb la restauració d'edificis i noves construccions.
Parton ha descrit la seva família com a pobre. El pare de Parton va pagar al missioner Dr. Robert F. Thomas amb un sac de farina de blat de moro per haver-la lliurat. Parton escriuria una cançó sobre el Dr. Thomas quan fos gran. També va destacar la pobresa de la seva família a les seves primeres cançons Coat of Many Colors i In the Good Old Days (When Times Were Bad). Durant sis o set anys, Parton i la seva família van viure a la seva cabana rústica d'un dormitori a la seva petita granja de subsistència a Locust Ridge. Aquesta era una àrea predominantment pentecostal situada al nord de la vall de Greenbrier de les Grans Muntanyes Fumoses. La música va tenir un paper important en la seva vida primerenca. Va ser educada a l’Església de Déu (Cleveland, Tennessee), en una congregació que el seu avi, Jake Robert Owens, va ser pastor. Les seves primeres actuacions públiques van ser a l'església, començant als sis anys. Als set anys va començar a tocar una guitarra casolana. Quan tenia vuit anys, el seu oncle va comprar la seva primera guitarra real. La família Parton estava ben alimentada malgrat la seva pobresa, i el llibre de cuina del 2024 Good Lookin' Cookin' (coescrit per ella amb la seva germana Rachel) recorda nombrosos àpats familiars.
Parton va començar a actuar quan era nen, cantant en programes de ràdio i televisió locals a l'àrea de l'est de Tennessee. Als deu, apareixia a The Cas Walker Show tant a WIVK Radio com a WBIR-TV a Knoxville, Tennessee. Als 13 anys, estava gravant (el senzill Puppy Love) en un petit segell de Louisiana, Goldband Records, i va aparèixer al Grand Ole Opry, on va conèixer per primera vegada Johnny Cash, que la va animar a seguir els seus propis instints pel que fa a la seva carrera.

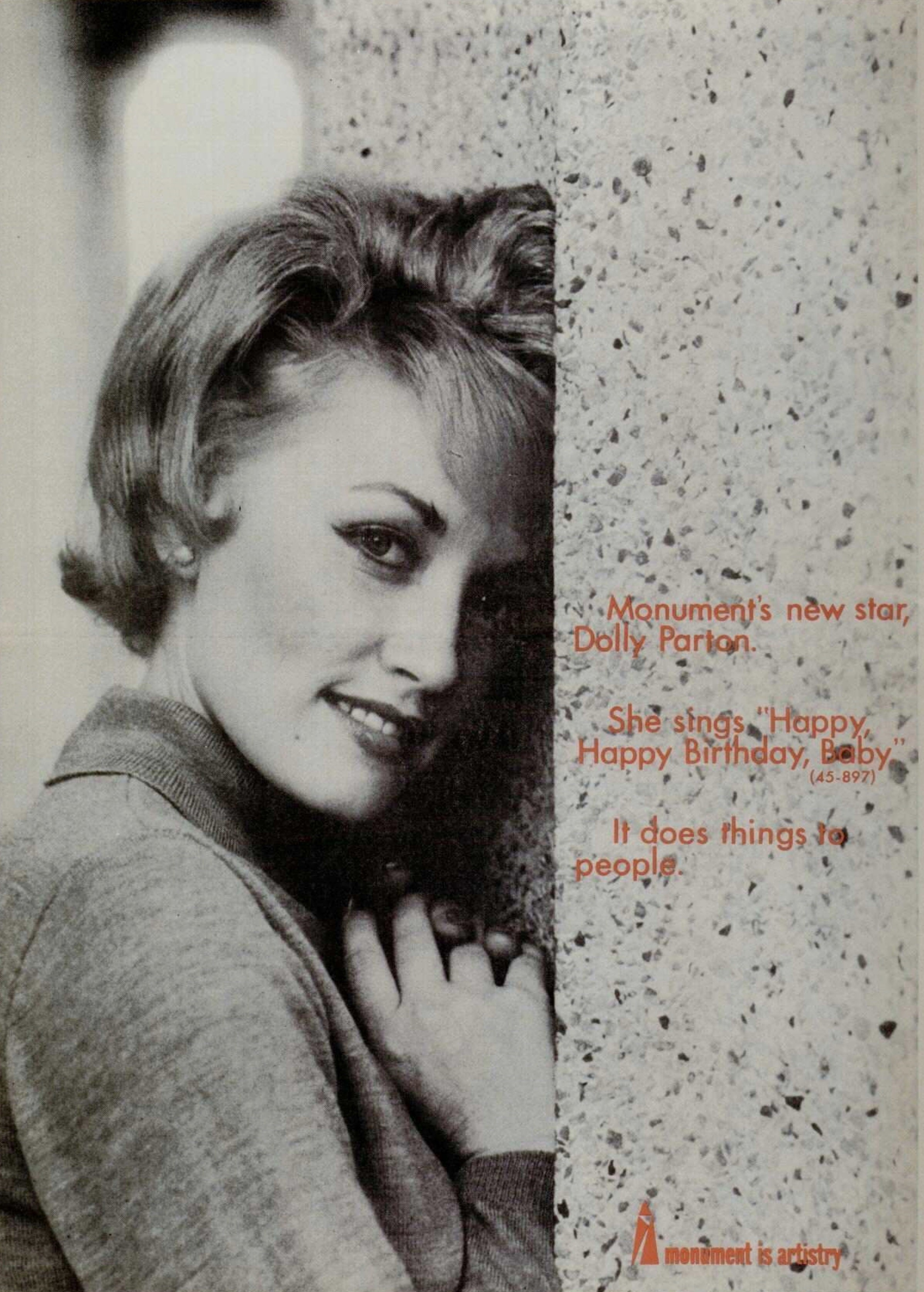
Anunci publicitari, 4 de setembre de 1965

Després de graduar-se a l'escola secundària del comtat de Sevier el 1964, Parton es va traslladar a Nashville l'endemà. El seu èxit inicial va arribar com a compositora, després d'haver signat amb Combine Publishing poc després de la seva arribada; amb el seu company freqüent de composició de cançons, el seu oncle Bill Owens, va escriure diversos senzills durant aquest temps, inclosos dos Top 10 èxits per a Bill Phillips: Put It Off Until Tomorrow i The Company You Keep (1966), i l'èxit número 11 de Skeeter Davis Fuel to the Flame (1967). Les seves cançons van ser gravades per molts altres artistes durant aquest període, incloent Kitty Wells i Hank Williams Jr. Va signar amb Monument Records el 1965, als 19 anys; inicialment va ser presentada com una cantant pop de xiclet. Va llançar una sèrie de senzills, però l'únic que es va classificar, Happy, Happy Birthday Baby, no va aconseguir el Billboard Hot 100. Tot i que va expressar el desig de gravar material country, Monument es va resistir, pensant que la seva veu única i alta de soprano no s'adaptava al gènere.
Després que la seva composició Put It Off Until Tomorrow, gravada per Bill Phillips (amb Parton, sense acreditar, en harmonia), va arribar al número sis de les llistes de country el 1966, el segell va cedir i li va permetre gravar country. El seu primer senzill country, Dumb Blonde (compost per Curly Putman, una de les poques cançons durant aquesta època que va gravar però no va escriure), va arribar al número 24 de les llistes de country el 1967, seguit de Something Fishy, que va arribar al número 17. Les dues cançons van aparèixer al seu primer àlbum de llarga durada, Hello, I'm Dolly.

## Vida personal

### Família
Parton és el quart de 12 fills. Els seus germans són Willadeene, David Wilburn (1942–2024), Coy Denver, Robert Lee (Bobby), Stella Mae, Cassie Nan, Randle Huston (Randy; 1953–2021), Larry Gerald (nascut i mort el 6 de juliol de 1955), els bessons Floyd Estel i Ann Estel (1987).
El 30 de maig de 1966, Parton i Carl Thomas Dean (nascut el 20 de juliol de 1942 a Nashville, Tennessee) es van casar a Ringgold, Geòrgia. Tot i que Parton no fa servir el cognom de Dean professionalment, ha afirmat que el seu passaport diu Dolly Parton Dean, i de vegades utilitza Dean quan signa contractes. Dean, que està retirat de dirigir un negoci de pavimentació de carreteres d'asfalt a Nashville, sempre ha evitat la publicitat i poques vegades acompanya la seva dona a cap esdeveniment. Parton ha dit en broma que només l'ha vist actuar una vegada. També ha dit en entrevistes que tot i que sembla que passen poc temps junts, és simplement que ningú el veu públicament. Ella ha comentat el costat romàntic de Dean, dient que fa coses espontànies per sorprendre-la, i de vegades fins i tot escriu poemes per a ella. El 2011, Parton va dir: «Estem realment molt orgullosos del nostre matrimoni. És el primer per a tots dos. I l'últim».
El 6 de maig de 2016, Parton va anunciar que ella i Dean renovarien els seus vots en honor del seu 50è aniversari de noces a finals de mes.
Tot i que Parton mai no ha tingut fills, ella i Dean van ajudar a criar uns quants dels seus germans més petits a Nashville, fet que va fer que les seves nebodes i nebots se'ls referissin com Oncle Peepaw i Tia Granny; aquest últim un sobrenom que més tard va donar el seu nom a un dels restaurants de Parton's Dollywood. Parton també és la padrina de la cantautora i actriu Miley Cyrus.

### Fe
Parton diu que és una cristiana compromesa, cosa que ha influït en molts dels seus llançaments musicals.
Va parlar del seu enfocament liberal de la fe al número de gener de 2024 de la revista New Humanist. «Ni tan sols diria que sóc religiós, tot i que vaig créixer amb aquests antecedents. Però tinc molta fe en mi mateix i he estat molt beneït d'haver estat al costat de grans persones tota la meva vida, el meu oncle Bill i la meva família em donaven suport, i tota la gent que vaig conèixerl llarg del camí».

## Discografia
Àlbums en solitari: 
- 2009: Sha-Kon-O-Hey! Land of Blue Smoke
- 2008: Backwoods Barbie
- 2005: Those Were the Days
- 2003: For God and Country
- 2002: Halos & Horns
- 2001: Little Sparrow
- 1999: The Grass Is Blue
- 1998: Hungry Again
- 1996: Treasures
- 1996: Something Special
- 1993: Slow Dancing with the Moon
- 1991: Eagle When She Flies
- 1989: White Limozeen
- 1987: Rainbow
- 1985: Real Love
- 1984: The Great Pretender
- 1983: Burlap & Satin
- 1982: Heartbreak Express
- 1980: 9 to 5 and Odd Jobs
- 1980: Dolly, Dolly, Dolly
- 1979: Great Balls of Fire
- 1978: Heartbreaker
- 1977: Here You Come Again
- 1977: New Harvest... First Gathering
- 1976: All I Can Do
- 1975: Dolly: The Seeker/We Used To
- 1975: The Bargain Store
- 1974: Love Is Like a Butterfly
- 1974: Jolene
- 1973: Bubbling Over
- 1973: My Tennessee Mountain Home
- 1972: My Favorite Songwriter: Porter Wagoner
- 1972: Touch Your Woman
- 1971: Coat of Many Colors
- 1971: Golden Streets of Glory
- 1971: Joshua
- 1970: The Fairest of Them All
- 1969: My Blue Ridge Mountain Boy
- 1969: In the Good Old Days (When Times Were Bad)
- 1968: Just Because I'm a Woman
- 1967: Hello, I'm Dolly

## Guardons
Ha obtingut 11 premis Grammy i 50 nominacions, inclòs el Lifetime Achievement Award; deu premis Country Music Association, i és una de les set artistes dones que va guanyar el premi Entertainer of the Year de la Country Music Association; cinc premis de l'Acadèmia de la Música Country, inclòs també l'Animador de l'Any; quatre People's Choice Awards; i tres American Music Awards.